# کالما
کالما روستایی در استان ریفت والی، کنیا می‌باشد.